# Last Weekend
Last Weekend (bra: O Último Fim de Semana) é um filme de 2014 dirigido por Tom Dolby e Tom Williams. Estreou no San Francisco International Film Festival em 2 de maio de 2014. Em maio, foi adquirido para lançamento nos cinemas e iTunes/VOD em 29 de agosto de 2014 pela IFC/Sundance Selects. Também abriu o Festival Internacional de Cinema de Provincetown em 18 de junho de 2014. Foi filmado inteiramente em locações em Lake Tahoe, Califórnia . Foi o primeiro longa-metragem em treze anos a ser filmado inteiramente na área.

## Sinopse
Celia Green é uma matriarca muito influente, ao reunir sua família disfuncional para umas férias em sua casa no lago do norte da Califórnia, o seu fim de semana cuidadosamente planejado se torna uma catástofre, levando-a a questionar seu próprio papel na família.

## Elenco
| Ator/Atriz          | Papel               |
| ------------------- | ------------------- |
| Patricia Clarkson   | Celia Green         |
| Zachary Booth       | Theo Green          |
| Joseph Cross        | Roger Green         |
| Chris Mulkey        | Malcolm Green       |
| Devon Graye         | Luke Caswell        |
| Alexia Rasmussen    | Vanessa Sanford     |
| Rutina Wesley       | Nora Finley-Perkins |
| Jayma Mays          | Blake Curtis        |
| Judith Light        | Veronika Goss       |
| Julio Oscar Mechoso | Hector Castillo     |
| Mary Kay Place      | Jeannie             |
| Sheila Kelley       | Vivian              |
| Julie Carmen        | Maria Castillo      |
| Fran Kranz          | Sean Oakes          |
| Ray O'Brien         | Paramédico          |

## Recepção
No site agregador de críticas Rotten Tomatoes, 38% das 21 avaliações dos críticos são positivas.
O Metacritic, que usa uma média ponderada, atribuiu ao filme uma pontuação de 40 em 100, baseado em 10 críticos, indicando críticas "mistas ou médias".
Em sua crítica na Slant Magazine, Drew Hunt avaliou com 1/4 da nota dizendo que "a tentativa do filme de comentário político equivale a um tratado incompleto sobre boa governança em face da tirania e da exploração socioeconômica." No The Hollywood Reporter, David Rooney disse que "é muito silencioso em sua catarse e superlotado de personagens supérfluos para ser totalmente satisfatório, mas a delicada performance central o mantém assistível."